# Milena (album)
Milena – drugi solowy album Kasi Nosowskiej wydany 8 marca 1998. W przeciwieństwie do poprzedniej płyty puk.puk z 1996 roku, nie jest to już tylko zgrzytliwy, powolny trip hop. Pojawia się kilka "żywszych" kompozycji ("Gdy rozum śpi", "Zoil", "Milena", "Wo", "To jak będzie?", "Nasz truskawa"). Jest też trochę drum'n'bassu. W utworze "Zoil" gościnnie zaśpiewał Kazik Staszewski.

## Lista utworów
1. "Gdy rozum śpi" – 03:07
2. "Nasz truskawa" – 03:58
3. "Czego tu się bać?" – 04:34
4. "Słuchaj" – 06:15
5. "Nie mów (I)" – 02:48
6. "Co miesiąc" – 07:02
7. "To jak będzie?" – 02:51
8. "Wo" – 02:45
9. "Chciało by się" – 02:53
10. "Wiadomo" – 04:29
11. "xxx (trzy krzyżyki)" – 02:50
12. "Zoil" – 02:06
13. "Milena" – 02:56
14. "Nie mów (II)" – 01:42
15. "Ani mru mru" – 03:04
16. "Niż" – 03:00